# Unité nationale (Pérou)
Pour les articles homonymes, voir Unité nationale.

Logotype

Allianza Electoral Unidad Nacional (plus connu comme Unidad Nacional) est une coalition péruvienne conservatrice composée de deux partis politiques:
- Partido Popular Cristiano (PPC)
- Solidarité nationale (PSN)

Cette coalition est née au départ pour se présenter aux élections générales en 2001. Elle a été reconduite pour les élections générales en 2006 avec comme candidate à la présidentielle Lourdes Flores.